# Dekanat Rzekuń
Dekanat Rzekuń – jeden z 24 dekanatów w rzymskokatolickiej diecezji łomżyńskiej.

## Parafie
W skład dekanatu wchodzi 7 parafii:
- parafia Matki Bożej Częstochowskiej w Borawem
- parafia Trójcy Przenajświętszej w Czerwinie
- parafia św. Wawrzyńca w Kleczkowie
- parafia św. Jana Chrzciciela w Piskach
- parafia Najświętszego Serca Pana Jezusa w Rzekuniu
- parafia św. Antoniego Padewskiego w Przytułach Starych
- parafia św. Bartłomieja Apostoła w Troszynie.

## Sąsiednie dekanaty
Łomża – św. Brunona, Ostrołęka – Nawiedzenia NMP, Ostrołęka – św. Antoniego, Ostrów Mazowiecka – Chrystusa Dobrego Pasterza, Ostrów Mazowiecka – Wniebowzięcia NMP, Różan